# Sonia Baby
Sonia Baby, née en 1981 à Elche (province d'Alicante), est une actrice espagnole.

## Filmographie sélective
- 2006 : Private Xtreme 30: Top Sex
- 2006 : Private Xtreme 24: Pleasure Dome
- 2006 : Sex Angels 2
- 2006 : Let Me Breathe
- 2006 : Cafe Diablo
- 2007 : 1. Outrages
- 2007 : Room 666
- 2007 : Five Hot Stories for Her
- 2007 : Hot Rats 2
- 2008 : Private Life of Liliane Tiger

## Récompenses et nominations
- 2006 : FICEB Ninfa Best Spanish Actress pour Mantis
- 2006 : FICEB Ninfa nomination Most Original Sex Scene dans Sex Angels 2 avec Toni Ribas